# Kari Kjønaas Kjos
Kari Kjønaas Kjos (født 25. januar 1962 i Oslo) er en norsk politiker (Frp). Hun har været valgt ind i Stortinget fra Akershus siden 2005.
Hun har erhvervserfaring som assistent i børnehave, rejseleder, sekretær og som daglig leder i Økonomisko 1995-2000. Hun studerede ved Handelshøjskolen BI 1993-1995. Hun var fylkessekretær og rådgiver i FrP 2000-2005.
Hun var medlem af Lørenskog kommunalbestyrelse 1999-2011 og Lørenskog formandskab 1999-2005. 

## Stortingskomitéer
- 2013–2017 leder i Sundheds- og omsorgskomiteen
- 2013–2017 medlem i Valgkomiteen
- 2009–2013 medlem i Sundheds- og omsorgskomiteen
- 2009–2013 medlem i Valgkomiteen
- 2005–2009 medlem i Arbejds- og socialkomiteen